# Agnyphantes
Agnyphantes es un género de arañas araneomorfas de la familia Linyphiidae. Se encuentra en la zona holártica. 

## Lista de especies
Según The World Spider Catalog 12.0:
- Agnyphantes arboreus (Emerton, 1915)
- Agnyphantes expunctus (O. Pickard-Cambridge, 1875)